# 大潮憲司
大潮 憲司（おおしお けんじ、1948年（昭和23年）1月4日 - 2024年（令和6年）5月25日）は、福岡県八幡市（現・同県北九州市八幡東区）出身で時津風部屋に所属した大相撲力士。本名は波多野 兼二（はたの けんじ）。最高位は東小結（1978年1月場所）。現役当時の体格は186cm、143kg。得意手は左四つ、寄り、突き。
大相撲で通算1891回出場の史上1位記録を持つ。
引退後は年寄・式守秀五郎（通称・式秀）を襲名し、1992年（平成4年）から日本相撲協会を停年（定年。以下同）退職する2013年（平成25年）1月まで式秀部屋の師匠を務めた。

## 来歴・人物
幼いころに両親が離婚し下宿屋で貧乏しながら育ち、いわゆる「おばあちゃん子」であった。中学2年生で身長182.5cm、体重75kgと学校でも頭一つ抜けた体格であった。当時はバスケットボールで活躍していたが、たまたま出場した相撲大会で優勝して、これがきっかけとなって11代粂川（元前頭1・双ッ龍）の勧誘を受けた。しかし、当初は映画『土俵の鬼 若ノ花物語』（1956年公開）を見て、相撲界は厳しい世界だと感じていたので「絶対に嫌だ」「冗談じゃない」と拒絶していた。また女の子にもてたいので飛行機の操縦士になるという夢を持っていた。それでも、祖母にいい家を建ててあげたいという思いが、相撲界に入ることを決意させた。12代時津風（元横綱・双葉山）の部屋に正座して入り、挨拶を行った際、かなり緊張していたため2018年の時点では詳しくは覚えていないという。ただ、当時の12代時津風の身辺の世話は信頼している床山が行っており、力士の新弟子が付くことはなかったといい、それだけ12代時津風は近寄りがたい存在であったという。12代時津風は弟子にとって偉大な存在であり、12代時津風がスリッパの音や玄関を開ける音を鳴らしただけで周囲が静まり返ったという。
そうして時津風部屋へ入門し、1962年1月場所で初土俵を踏んだ。同期の初土俵組には後の前頭・若吉葉らがいる。新弟子時代の時津風部屋には部屋に70人から80人が所属しており、稽古の時間を確保するために午前4時から稽古場に下りていたという。それでも、入門当初は中学在学中であったため、中学在籍当時は学校を卒業した普通の力士達とは事情が異なっていた。兄弟子達よりも早く稽古を切り上げ、台所で女中に朝食を食べさせてもらい、上からふたをしてぎゅうぎゅうに押しつぶして汁がカバンの中からこぼれたドカベンを昼食として持たされ、墨田区立両国中学校に通った。だが、教員は事情が分かっていたため早弁してお腹いっぱいになると、居眠りした波多野を大目に見て、居眠りから起こしはしなかった。旭國は両国中での同級生であり、相撲が好きな旭國は学校の昼休み中であっても「稽古しよう。廊下でもいいからやろう」と言ってきたが、稽古嫌いな波多野にとってこれは「勘弁してくれ」という感じであった。
そんな波多野は、自身が付き人を務めている北葉山の指導を受けて相撲の素養を磨き、脇が開いてしまうのでどうしたらいいかと助言を求めた時は竹ぼうきを挟んで脇を締めて打つ、鉄砲のやり方を北葉山は教えてくれ、さらに「ヒジで体の横をこするようにして、小指側から当てていくんだ」「すり足も、足の親指に力を入れてやると自然にヒザも曲がるよ」と、助言した。波多野は北葉山の頭を洗う時も、「毛先から根本へ向かって、ワキを締めて洗っていくんだ」と、北葉山の教えを徹底した。波多野は北葉山を「稽古量もすごかったし、研究熱心でしたよね」と振り返っており、幕内土俵入りでも北葉山はその日の土俵の土の感触を足の裏で感じながらすり足で歩いたといい、波多野もこれを参考にした。波多野はこれを知っていたおかげなのか、現役中勇み足で星を拾ったことも何度か経験した。波多野が若いころは、12代時津風は午前10時ごろに稽古場に下り、出稽古によく訪れた柏戸、北葉山、豊山で行われた三番稽古で指導を行っていた。12代時津風は弟子達にとって神のような存在なのでこの頃になると取的に胸を出すことは基本的に無かったが、巡業で兄弟子がいない時に「あんちゃん、こい」と言われて胸を借りたことが2、3度あった。下の力士にとっては畏れ多い存在なので、波多野にとっても「触らせていただいた」という感じの夢のような体験であった。12代時津風を波多野は言葉で何かを教える雄弁な人物ではないとして「てっぽうをやるにしても、師匠は左右交互に打つのではなく、片方の腕は上に掲げたまま、一方の腕だけで打ち続けるんです。そうすれば自然にワキが締まるし、手と足が連動して体全体を使って打つことができる。当時は、ただ呆然と見ていただけですが、後々になって、それが分かってきたんです」と「言葉で教えてもらうのではなく、自分自身で学びなさい」という12代時津風の考え方がそこにあったと述べている。
当初から道場のホープと呼ばれながら出世は遅く、何度も幕下上位の壁に阻まれていた。気が優しすぎるのが力士としての欠点であり、中学時代に相撲大会で土俵の横の水たまりを指さして「先生、ここに投げ飛ばしたら濡れるじゃないの。止めようよ」と相撲の先生に中止を申し出たというエピソードが存在する。それでも、当時の巡業の呼び物である「幕下5人抜き」の時津風部屋代表に選ばれた際は、兄弟子の北葉山や時葉山らに「オイ、負けたらどうなるか、分かってるだろうな」と半死半生のしごきを仄めかす言葉を受けたため、必死に相撲を取った。
波多野の故郷、北九州市の祖母も下位時代の波多野が勝つと近所の人に一緒に喜んでもらえたが、負けると周囲が気を遣って祖母を避けたという。幕下までは相撲に対する真剣さも比較的薄かったが、そうした話を聞いて尚更頑張らなくてはならないと感じた。そんな波多野が奮起した決定的な出来事は、祖母と師匠・12代時津風の死である。死そのもの以上に、「紋付も着れないで、出席している自分が情けなかった」という思いが奮起の理由となった。1969年5月場所からは、既に日本相撲協会を停年退職していた同郷の大潮清治郎（元関脇、4代陸奥）に頼んで襲名した大潮の四股名で土俵に上がることになった。当時、両国の回向院の裏に住んでいた清治郎に酒を持って挨拶に行くと、四股名を譲るように頼んだ波多野は「頑張ってください」と快い返事をもらった。
実質的な12代時津風の次代である14代時津風（元大関・豊山）が師匠になると、大潮も厳しく指導された。停年退職後に自身で述懐するように、わがままでものぐさで人にすぐに頼る面があった大潮は、目に余るところがあったと判断されたのか、14代時津風から「もっと人の苦労を知りなさい。自分のことばかりではなく、人のために動きなさい」などと説教をされたことがある。14代時津風は学生相撲出身者への風当たりが強い時代に初めて学生横綱の肩書を持って角界入りし、引退後は「角聖・双葉山」として国民的な支持を得ていた12代時津風の後継となった人物であっただけに、「大潮達には想像できない重圧があったのだろう」と大潮は後に考察している。因みに、現役時代の14代時津風は付け人への気前が良く、大潮は自分もその付け人になりたかったと羨むことがあったという。
その経験を乗り越えながら1969年11月場所で十両に昇進、1967年5月場所で十両に在籍して翌場所幕下に降格した若乃洲敏弥以来、15場所ぶりの福岡県出身の関取誕生となった。1971年9月場所で新入幕を果たした。
大潮は立合いから激しく当たるか突いて出て、左を差して一気に寄る取り口を得意としたが腰高のため逆転されることも多かった。勝つ時は一瞬だが、負ける時も土俵外まで派手に吹っ飛んでいた。左を差して出る取り口は体が自然に動く感じで行われており、ビデオ研究などで意図的に身に付けたのではないと大潮は停年退職後に話している。幕内昇進後、同じマンションに住んでいた旭國には土俵際で落ちてしまう相撲が多いがどうすればいいかと聞いても、何度かは全く教えてもらえなかったが、ある時ちゃんこ屋で会った時に酒が入っていた旭國は、「土俵際では、ひと腰落として、右足か左足かを半歩前に出せ」と教えてくれた。これが大潮の現役後期の金星などに繋がった。
入幕後、大潮もしばらくは幕内と十両との往復を繰り返したが、若ノ國（最高位・前頭8枚目）の記録を更新する10回目の入幕となった1976年3月場所からはようやく幕内に定着し、1977年11月場所では前頭3枚目の地位で旭國・貴ノ花・若三杉を破り9勝6敗と勝ち越して技能賞を獲得。1978年1月場所では自己最高位となる東小結に昇進した。1977年11月場所と1978年1月場所は2回連続で押し出しで貴ノ花を破っており、自身の持ち味を生かした格好となっている。その時中継の解説をしていた10代二子山は大潮について「大潮はね、あれは何か、乗りうつってますね」と言っていた。
大潮は足の負傷のため、1979年7月場所では幕下まで落ちたがその後、節制と努力を重ねて幕内まで返り咲いた。当時は家に帰ると、妻が幕内時代よりもさらに良い料理を出してくれることに奮起したという。その一方、ちゃらんぽらんが原因でエレベーター力士に甘んじていたと自称する大潮に対して大潮の妻は、稽古もするのも嫌になって引退しようと思っていた大潮にたいして「あなた、日本一の勝ち星まで頑張りなさい。やめるというのなら、土俵の上で死んできなさい」と叱咤し、これに目が覚めた大潮は大酒飲み、ヘビースモーカーであった状態から完全に禁酒・禁煙を果たした。大潮の妻はその誓いを忘れないように、大潮が吸ってきたタバコの分のカートンをこれ見よがしに大潮の寝床が見えるところに並べた。
以降は二度と三役に復帰できなかったものの、1982年7月場所から5場所連続で横綱の北の湖、大関の隆の里、関脇の若島津のいずれかに勝つなど幕内上位で健闘を見せた。特に北の湖からは2戦連続で金星を獲得している。2場所連続で北の湖からの金星となった1983年1月場所7日目の取組は、北の湖に得意の左差しを許しながら右上手を引き付けて一気に走り、棒立ちとなった北の湖を大潮が寄り切った、という内容であった。北の湖から金星を奪ったその2場所のうちのいずれかでは、まさかの金星に勝った瞬間砂かぶりにいた女性が口をあんぐりとさせており、この写真は2018年時点でも大潮が持っている。北の湖から奪った金星2つについては「一番の思い出はその北の湖関から取った二つの金星。あきらめちゃあいけないことを学びました」と引退後に常々嬉しそうに話していた。
1984年3月場所では36歳2か月での再入幕を果たしたが、これは当時、戦後3位の年長再入幕記録であった。大潮は同年5月場所を最後に幕内から落ちてからも十両や幕下上位で相撲を取り続けた。1987年には通算勝ち星で北の湖の成績を上回り、歴代1位となった。
1988年1月場所後、満40歳で現役を引退した。大潮の通算出場1891番は全大相撲力士中の第1位、十両在位55場所は歴代1位タイ（他に蜂矢）、幕内昇進13回も歴代1位の記録である。通算勝ち星の964勝は横綱・白鵬の1187勝、大関・魁皇の1047勝、横綱・千代の富士の1045勝に次ぐ第4位の記録である。なお、通算黒星の927敗は旭天鵬の944敗、寺尾の938敗に次ぐ第3位である。現役在位156場所は、引退時から2008年に栃天晃（元・十両）によって更新されるまで20年間に亘って歴代1位の記録であった。この他にも再十両昇進の最年長記録（39歳5か月）を持っている。
大潮は古武士を思わせる揉み上げの長い風貌で人気があり、悲壮感すら漂う立合いの後の睨みに風格があった。
彼の現役末期の頃は、ベテラン力士が土俵に上がり続けることが後年のように評価されることが少なく、逆に当時の第一人者の北の湖の通算951勝よりも白星数で上にいたことで、批判めいた声まで出ていた。また、体調管理の一環として夏巡業でも移動するバスの冷房を入れさせないため、同乗する力士らからは苦情の嵐だったと伝わる。
引退後は年寄・錣山を経て同・式守秀五郎（式秀）を襲名し、1992年3月に時津風部屋から独立して式秀部屋を創設した。創設の際に14代時津風からは「いいことだ。お前も人の苦労が分かる人間になる」と言われた。部屋創設後、式秀部屋では14代時津風が東京農業大学時代から支えとしてきた三綱領なる道場訓を提唱する習慣を継承した。
地元・福岡で開催される11月場所（九州場所）では出身地の北九州市に宿舎を構え、2003年には地元後援者によって地方場所では珍しい常設の宿舎が設けられた。場所前後には部屋の弟子を引き連れ、北九州市周辺の福祉施設を慰問に訪れるなど社会貢献にも尽くした。現役時代から式秀や部屋に持ち前の優しさと厳しさを活かして献身的に支えてきた大潮の妻は、周囲の人にとって式秀自身よりも強い支持を得る存在であり、妻がいなければ力士としても親方としても大潮は成り立たなかったと大潮は感謝を述べている。
大潮の長男も式秀部屋へ入門し、「玉光」の四股名で相撲を取った（最高位は東三段目87枚目）が2011年1月場所を最後に引退した。2012年には千昇が十両に昇進したが、これが大潮が育てた唯一の関取だった。
日本相撲協会では審判委員を長く務め、65歳の誕生日を翌日に控えた2013年1月3日限りで停年退職。式秀部屋は北の湖部屋（出羽海一門）に所属していた26代小野川（元前頭・北桜）が10代式守秀五郎（式秀）を襲名し、一門外ながら同部屋を継承した。
停年後は東京都八王子市に暮らしたが、2024年5月下旬に体調が悪化し、同月25日に死去した。76歳没。交流のあった10代錦戸（元関脇・水戸泉）によると孫が生まれて喜んでいたことや、6年前に夫人に先立たれていたことが伝えられている。

## 主な成績・記録
- 通算成績：964勝927敗47休 勝率.510（最高位が関脇以下の力士としては最多勝利数）
- 幕内成績：335勝413敗17休 勝率.448
- 十両成績：436勝359敗30休 勝率.548
- 通算出場：1891番（史上1位）
- 現役在位：157場所（当時史上1位、現在は10位タイ）
- 幕内在位：51場所
- 十両在位：55場所（史上1位タイ）
- 三役在位：1場所（小結1場所）
- 三賞：2回
  - 敢闘賞：1回 (1977年11月場所)
  - 技能賞：1回 (1982年11月場所)
- 金星：3個（輪島1個、北の湖2個）
- 各段優勝
  - 十両優勝：3回（1971年5月場所、1979年1月場所、1980年11月場所）

### 場所別成績
| | 一月場所 初場所（東京） | 三月場所 春場所（大阪） | 五月場所 夏場所（東京） | 七月場所 名古屋場所（愛知） | 九月場所 秋場所（東京） | 十一月場所 九州場所（福岡） |
| --- | ----------------------- | ----------------------- | ----------------------- | --------------------------- | ----------------------- | --------------------------- |
| 1962年 （昭和37年） | （前相撲）              | 東序ノ口21枚目 2–5      | 東序ノ口11枚目 4–3      | 西序二段72枚目 3–4          | 西序二段76枚目 3–4      | 西序二段77枚目 6–1          |
| 1963年 （昭和38年） | 東序二段24枚目 4–3      | 東三段目85枚目 3–4      | 東序二段10枚目 2–5      | 東序二段39枚目 5–2          | 東三段目92枚目 3–4      | 東序二段7枚目 4–3           |
| 1964年 （昭和39年） | 西三段目82枚目 3–4      | 東三段目87枚目 5–2      | 西三段目53枚目 5–2      | 東三段目24枚目 3–4          | 西三段目32枚目 4–3      | 東三段目19枚目 4–3          |
| 1965年 （昭和40年） | 東三段目8枚目 5–2       | 東幕下74枚目 3–4        | 東幕下80枚目 4–3        | 西幕下76枚目 4–3            | 西幕下69枚目 5–2        | 東幕下46枚目 4–3            |
| 1966年 （昭和41年） | 西幕下41枚目 4–3        | 西幕下38枚目 6–1        | 西幕下15枚目 3–4        | 西幕下17枚目 4–3            | 東幕下13枚目 2–5        | 東幕下24枚目 3–4            |
| 1967年 （昭和42年） | 東幕下28枚目 3–4        | 西幕下31枚目 4–3        | 東幕下31枚目 5–2        | 西幕下17枚目 4–3            | 東幕下14枚目 4–3        | 東幕下10枚目 4–3            |
| 1968年 （昭和43年） | 西幕下7枚目 4–3         | 東幕下6枚目 4–3         | 東幕下2枚目 3–4         | 東幕下5枚目 3–4             | 西幕下8枚目 5–2         | 東幕下3枚目 4–3             |
| 1969年 （昭和44年） | 西幕下2枚目 4–3         | 西幕下筆頭 4–3          | 東幕下筆頭 2–5          | 東幕下8枚目 5–2             | 西幕下筆頭 5–2          | 東十両13枚目 9–6            |
| 1970年 （昭和45年） | 西十両8枚目 7–8         | 西十両10枚目 8–7        | 東十両7枚目 10–5        | 東十両3枚目 5–10            | 西十両10枚目 8–7        | 西十両8枚目 8–7             |
| 1971年 （昭和46年） | 西十両4枚目 7–8         | 西十両7枚目 9–6         | 東十両5枚目 優勝 11–4   | 東十両筆頭 9–6              | 西前頭12枚目 6–9        | 西十両筆頭 9–6              |
| 1972年 （昭和47年） | 西前頭11枚目 6–9        | 東十両2枚目 9–6         | 東前頭12枚目 4–6–5      | 東十両5枚目 休場 0–0–15     | 東張出十両5枚目 9–6     | 西十両筆頭 11–4             |
| 1973年 （昭和48年） | 東前頭10枚目 8–7        | 東前頭7枚目 6–9         | 西前頭11枚目 6–9        | 東十両筆頭 10–5             | 東前頭11枚目 6–9        | 西十両2枚目 9–6             |
| 1974年 （昭和49年） | 西十両筆頭 10–5         | 西前頭10枚目 6–9        | 西十両筆頭 7–8          | 東十両4枚目 8–7             | 東十両筆頭 9–6          | 西前頭12枚目 7–8            |
| 1975年 （昭和50年） | 西前頭14枚目 7–8        | 西十両筆頭 9–6          | 東前頭14枚目 7–8        | 東十両筆頭 9–6              | 西前頭10枚目 7–8        | 西前頭11枚目 6–9            |
| 1976年 （昭和51年） | 東十両筆頭 9–6          | 東前頭13枚目 10–5       | 東前頭4枚目 5–10        | 東前頭9枚目 8–7             | 西前頭7枚目 8–7         | 西前頭3枚目 6–9             |
| 1977年 （昭和52年） | 東前頭6枚目 6–9         | 東前頭10枚目 7–8        | 東前頭11枚目 9–6        | 西前頭5枚目 8–7             | 西前頭筆頭 6–9          | 東前頭3枚目 9–6 技          |
| 1978年 （昭和53年） | 東小結 3–12             | 東前頭6枚目 10–5        | 東前頭筆頭 5–10 ★       | 東前頭6枚目 5–10            | 西前頭10枚目 7–8        | 西前頭11枚目 5–10           |
| 1979年 （昭和54年） | 東十両4枚目 優勝 11–4   | 西前頭11枚目 1–2–12     | 西十両7枚目 休場 0–0–15 | 東幕下5枚目 4–3             | 西幕下筆頭 5–2          | 西十両13枚目 9–6            |
| 1980年 （昭和55年） | 西十両7枚目 8–7         | 西十両6枚目 8–7         | 東十両5枚目 7–8         | 東十両7枚目 7–8             | 東十両9枚目 10–5        | 東十両3枚目 優勝 12–3       |
| 1981年 （昭和56年） | 西前頭10枚目 8–7        | 西前頭6枚目 6–9         | 西前頭8枚目 8–7         | 東前頭6枚目 7–8             | 西前頭6枚目 7–8         | 東前頭7枚目 7–8             |
| 1982年 （昭和57年） | 東前頭8枚目 8–7         | 東前頭3枚目 4–11        | 東前頭10枚目 8–7        | 東前頭6枚目 8–7             | 西前頭2枚目 4–11 ★      | 西前頭8枚目 10–5 敢         |
| 1983年 （昭和58年） | 東前頭筆頭 5–10 ★       | 西前頭5枚目 7–8         | 東前頭6枚目 6–9         | 東前頭9枚目 7–8             | 東前頭11枚目 7–8        | 東前頭12枚目 6–9            |
| 1984年 （昭和59年） | 西十両筆頭 10–5         | 西前頭11枚目 7–8        | 西前頭12枚目 5–10       | 西十両2枚目 8–7             | 東十両筆頭 5–10         | 東十両9枚目 11–4            |
| 1985年 （昭和60年） | 西十両3枚目 5–10        | 東十両7枚目 10–5        | 西十両2枚目 9–6         | 東十両筆頭 4–11             | 西十両10枚目 7–8        | 西十両12枚目 8–7            |
| 1986年 （昭和61年） | 東十両8枚目 7–8         | 東十両10枚目 8–7        | 東十両9枚目 7–8         | 東十両11枚目 7–8            | 西十両12枚目 9–6        | 東十両8枚目 7–8             |
| 1987年 （昭和62年） | 西十両10枚目 6–9        | 西十両13枚目 6–9        | 東幕下3枚目 5–2         | 西十両12枚目 10–5           | 西十両6枚目 4–11        | 西十両13枚目 7–8            |
| 1988年 （昭和63年） | 西幕下筆頭 引退 2–5–0   | x                       | x                       | x                           | x                       | x                           |
| 各欄の数字は、「勝ち-負け-休場」を示す。 優勝 引退 休場 十両 幕下 三賞：敢=敢闘賞、殊=殊勲賞、技=技能賞 その他：★=金星 番付階級：幕内 - 十両 - 幕下 - 三段目 - 序二段 - 序ノ口 幕内序列：横綱 - 大関 - 関脇 - 小結 - 前頭（「#数字」は各位内の序列） |                         |                         |                         |                             |                         |                             |

## 幕内対戦成績
| 力士名     | 勝数 | 負数 | 力士名       | 勝数 | 負数 | 力士名   | 勝数 | 負数 | 力士名   | 勝数 | 負数 |
| ---------- | ---- | ---- | ------------ | ---- | ---- | -------- | ---- | ---- | -------- | ---- | ---- |
| 青葉城     | 8    | 12   | 青葉山       | 6    | 8    | 朝潮     | 1    | 6    | 朝登     | 0    | 1    |
| 旭國       | 3    | 3    | 旭富士       | 2    | 1    | 荒勢     | 6    | 7(1) | 板井     | 1    | 2    |
| 巌虎       | 0    | 1    | 岩波         | 3    | 1    | 巨砲     | 2    | 2    | 大錦     | 7    | 8    |
| 大ノ海     | 1    | 1    | 大ノ国       | 1    | 0    | 大鷲     | 8    | 3    | 魁輝     | 6    | 15   |
| 魁傑       | 4    | 5    | 影虎         | 0    | 1    | 北瀬海   | 7    | 2    | 北の湖   | 4    | 8    |
| 騏ノ嵐     | 0    | 1    | 麒麟児       | 2    | 10   | 黒瀬川   | 3    | 5    | 黒姫山   | 6    | 5    |
| 高鉄山     | 0    | 1    | 高望山       | 4    | 3    | 琴風     | 2    | 7    | 琴ヶ嶽   | 6    | 0    |
| 琴千歳     | 1    | 2    | 琴乃富士     | 3    | 0    | 琴若     | 1    | 1    | 金剛     | 2    | 5    |
| 斉須       | 4    | 1    | 蔵玉錦       | 2    | 4    | 逆鉾     | 3    | 1    | 佐田の海 | 7    | 2    |
| 嗣子鵬     | 4(1) | 2    | 白田山       | 1    | 2    | 陣岳     | 0    | 1    | 神幸     | 4    | 0    |
| 大旺       | 3    | 2    | 大峩         | 0    | 1    | 大豪     | 1    | 0    | 大こう   | 1    | 1    |
| 大受       | 4    | 2    | 大寿山       | 3    | 2    | 大雪     | 1    | 0    | 大徹     | 1    | 1    |
| 大飛       | 0    | 3    | 大雄         | 0    | 2    | 大竜川   | 3    | 2    | 隆の里   | 6    | 9    |
| 貴乃花     | 2    | 3    | 隆三杉       | 2    | 1    | 高見山   | 2    | 15   | 多賀竜   | 5    | 4    |
| 玉輝山     | 3    | 6    | 玉ノ富士     | 5    | 6    | 玉龍     | 4    | 2    | 千代櫻   | 3    | 2    |
| 千代の富士 | 2    | 4    | 出羽の花     | 4    | 5    | 天龍     | 2    | 4    | 闘竜     | 3    | 6    |
| 栃赤城     | 4    | 4    | 栃東         | 4    | 8    | 栃勇     | 2    | 0    | 栃王山   | 1    | 1    |
| 栃司       | 0    | 2    | 栃剣         | 3    | 2    | 栃光     | 3    | 9    | 羽黒岩   | 5(1) | 8    |
| 蜂矢       | 1    | 0    | 播竜山       | 14   | 5    | 飛騨乃花 | 4    | 6    | 福の花   | 2    | 7    |
| 富士櫻     | 12   | 14   | 二子岳       | 5    | 4    | 鳳凰     | 6    | 2    | 北天佑   | 1    | 2    |
| 保志       | 0    | 2    | 前の山       | 0    | 1    | 増位山   | 4    | 5    | 舛田山   | 6    | 10   |
| 三重ノ海   | 2    | 4    | 三杉磯(東洋) | 5    | 4    | 陸奥嵐   | 5    | 5    | 吉王山   | 1    | 3(1) |
| 吉の谷     | 2    | 1    | 義ノ花       | 1    | 0    | 琉王     | 3    | 4    | 龍虎     | 0    | 1    |
| 若獅子     | 7    | 6    | (若島津)     | 3    | 7    | 若瀬川   | 3(1) | 1    | 若浪     | 1    | 1    |
| 若ノ海     | 5    | 3    | 若乃花       | 1    | 12   | 若の富士 | 0    | 1    | 若二瀬   | 3    | 1    |
| 輪島       | 1    | 5    | 鷲羽山       | 5    | 7    |          |      |      |          |      |      |

## 改名歴

### 力士
- 波多野 兼二（はたの けんじ）1962年3月場所 - 1969年3月場所
- 大潮 兼二（おおしお けんじ）1969年5月場所 - 1977年5月場所
- 大潮 憲司（おおしお けんじ）1977年7月場所 - 1988年1月場所

### 年寄
- 錣山 憲司（しころやま けんじ）1988年1月24日 - 1989年9月25日
- 式守 秀五郎（式秀）（しきもり ひでごろう）1989年9月26日 - 2013年1月3日（停年退職）

## エピソード
- 『デーモン小暮のオールナイトニッポン』に大徹がゲスト出演した際、大徹にリスナーから「車は運転するのか？」と質問が寄せられた。大徹は「後援者からクラウンを借りて、自動車を運転している」（現在、力士の自動車運転は禁止）と答えたが、デーモン小暮は「そういえば以前、首都高で車を走っていたら、横からクラウンが近づいてきてパッと見たら大潮が運転していた」と返し、大徹に爆笑されてしまった。
- 両国国技館の土俵を経験した元力士の年寄で、最初に停年を迎えた。
- 式秀部屋を継承した元前頭・北桜は現役時代の弟弟子・豊櫻（最高位・三段目）の長男で入門前から交流があったが、北桜が現役時代に所属した北の湖部屋は出羽海一門のひとつであり、時津風一門の式秀部屋を一門を超えて継承するのは極めて異例のことだった[11]。但し、北桜とは年寄名跡の譲渡金で揉め、2013年末に年寄名跡を相撲協会で一括管理することになった際には、式秀株の証書を北桜に協会への提出期限寸前まで譲渡しないというトラブルが発生している。
- 自身が所持していた通算勝ち星第1位の964勝を、1989年9月22日（同年9月場所13日目）に千代の富士に抜かれ、それからちょうど20年後の2009年9月22日（同年9月場所10日目）に魁皇にも抜かれ、2016年3月20日（同年3月場所8日目）に白鵬にも抜かれている。
- 1982年9月場所、平幕の立場（西前頭2枚目）ながら7日目から9日目にかけて、3番連続で結びの一番での横綱対決を経験した。7日目が千代の富士、8日目が若乃花、9日目が北の湖という過酷な割であったが、9日目の北の湖戦で金星を獲得した。
- 12代時津風の次男である龝吉経治とは同年代なので仲が良く、当時の角界が未成年飲酒に対して甘いという土壌があったにせよ未成年ながら酒を飲み行くこともよくあり、そうすると決まって12代時津風の妻（新弟子時代当時の女将）には怒られてしまった。当時の女将からは、2018年時点でも掲額されている「木鶏」という2文字が書かれた書は女将自身が揮毫したのだと波多野は聞いた[4]。
- 現役時代は、年に1回、九州場所の時、父の飲み代のツケを払いに行っていた[4]。
- 停年退職後、2010年代後半になって日馬富士の事例を皮切りに噴出した角界の暴力問題に関しては「私自身も現役時代、深く突き詰めて考えていたわけではありませんが、今の相撲協会にも。そういうことを理解しようとしている人がいるのかと言われれば、いないでしょうね」と私見を述べている。また「今の白鵬も相撲は決して、横綱相撲と呼べるものではないでしょう」と、立合いでのエルボースマッシュのようなかち上げや張り手が問題化している白鵬に関しても思うところを述べている[4]。
- 幼稚園の同級生に、TOTO元社長の木瀬照雄がいた。